# Fiat 750 Vignale

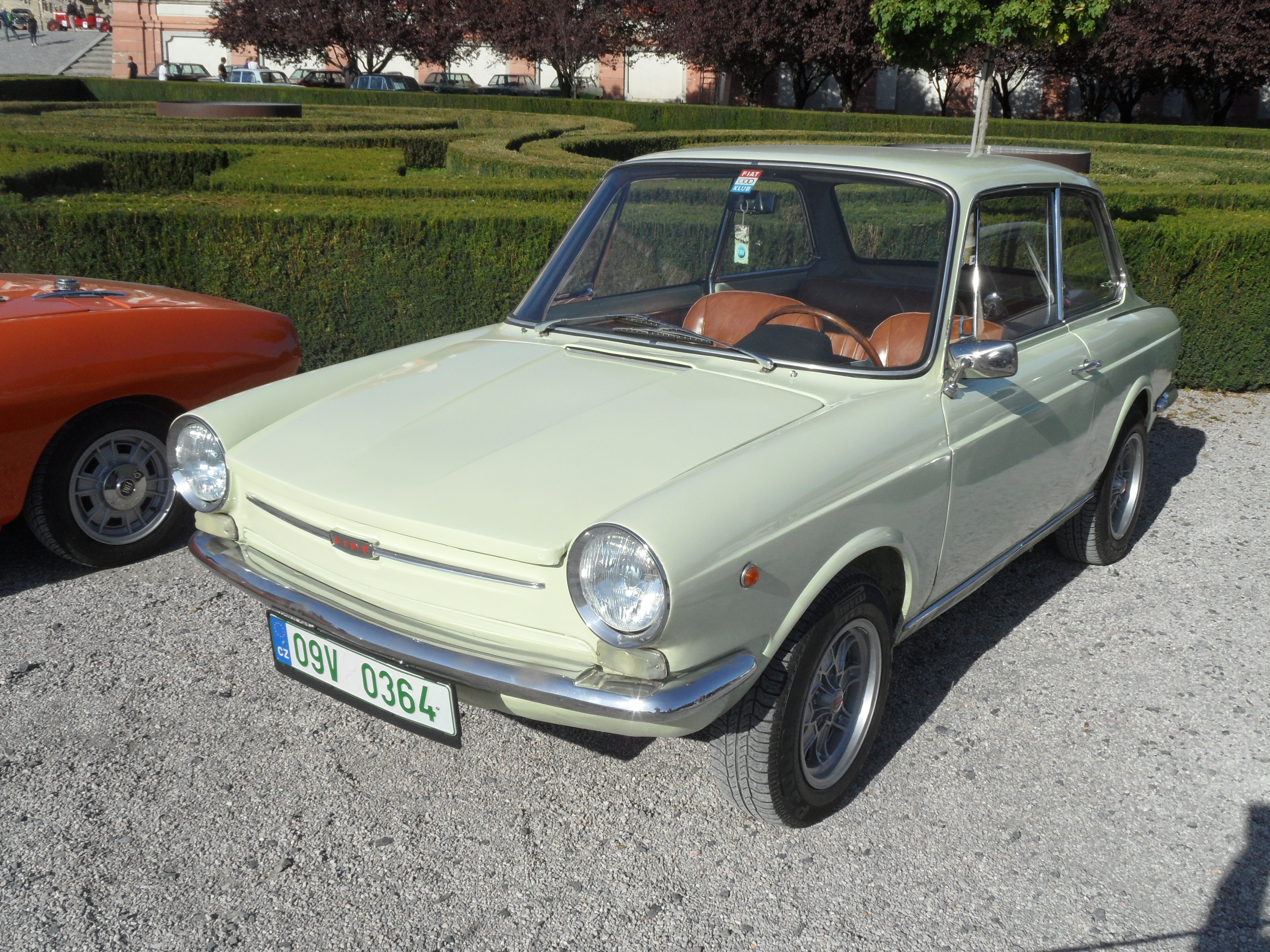
Fiat Coupé Vignale.

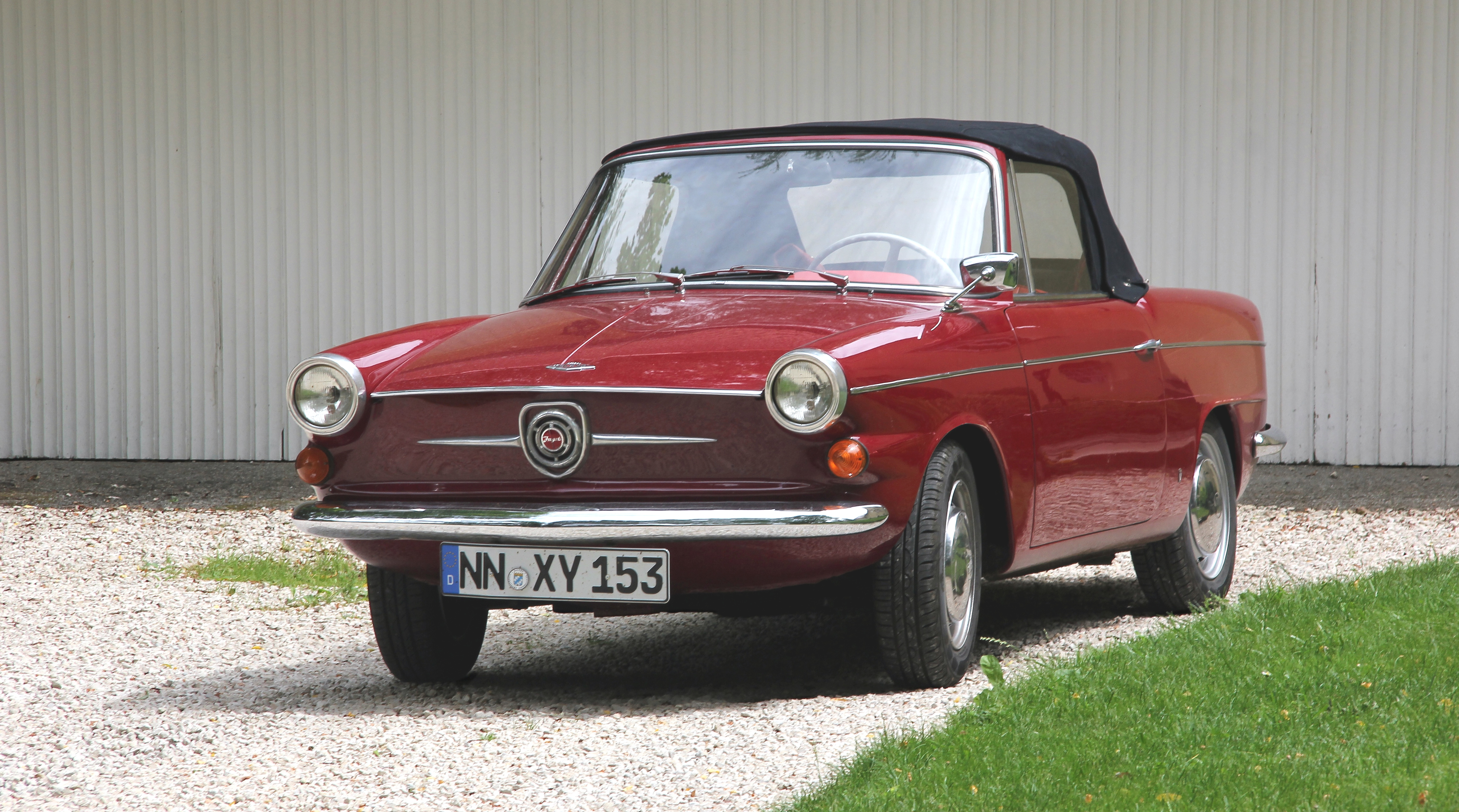
Fiat Neckar Riviera - Fiat 750 Spider Vignale - Fiat Concord 800 Spider.

La Fiat 750 Vignale est une automobile italienne produite pendant quatre ans environ, de 1960 à 1964, en deux versions, coupé et spider, à 40 000 exemplaires environ.
Ce modèle est spécifique à plusieurs carrossiers italiens, dont la Vignale, qui l'ont réalisé sur la base de la Fiat 600D, avec moteur arrière de 750 cm3. Dans la gamme Vignale, elle succède à la Fiat 600 Vignalina, lancée en 1959, directement dérivée de la Fiat 600, première série. Les lignes générales de la carrosserie ont été conservées pour les modèles « 750 » et « 770 ».

## Histoire
En 1960, la demande d'automobiles est très forte en Italie, alimentée par le boom économique. La clientèle italienne appréciant particulièrement les fameuses « Carrozzerie speciali », la Carrozzeria Vignale décide d'augmenter son activité et s'équipe pour la production complète de voitures en faisant construire des ateliers plus grands à Grugliasco, près de l'usine FIAT de Mirafiori, dans la banlieue de Turin. Le maître designer Giovanni Michelotti a été le créateur de nombreuses carrosseries Vignale durant cette période.

## La Fiat 750 Vignale
Fiat n'a jamais construit une voiture appelée « 750 », berline ou coupé, mais un coach petite berline appelé Fiat 600 de 1955 à 1969. Le géant italien a toujours fourni aux carrossiers indépendants les plateformes motorisées de ses principaux modèles dont ils modifiaient la carrosserie ou en créaient une spécifique. Le moteur de la Fiat 600 de base a évolué pour arriver à 750 cm3 en  . Cette version s'est toujours appelée « Fiat 600 » bien que certains modèles aient arboré le logo « 750 » à l'avant. Parmi les nombreuses versions produites à l'étranger sous licence, un seul modèle officiellement appelé « 750 » a été produit par Zastava en (ex) Yougoslavie.
La Carrozzeria Vignale a utilisé la plateforme de la Fiat 600D équipée du moteur Fiat type 100G de 750 cm3 pour réaliser un coupé et un spider qui seront commercialisés sous les marques Fiat et Vignale, par le réseau officiel Fiat, mais pas dans tous les pays. 
Vignale a également réalisé une version « Berlinetta », une sorte de coupé qui ne ressemble pas du tout à la berline de base.
En 1962, Vignale apporte quelques retouches mineures à ses 750 Coupé et 750 Spider, notamment la face avant qui voit disparaître le logo Vignale au profit d'une simple mention de la cylindrée, comme sur la Fiat 770 argentine.

## Les versions étrangères
- Allemagne : Fiat Neckar 770 (1961/70)

En 1961, séduite par cette ligne élégante, la direction de Fiat Auto Italie, plutôt que d'importer le modèle original produit par Vignale et soumis à de fortes taxes, décide de faire fabriquer le Coupé par sa filiale allemande Fiat Neckar. Le modèle est commercialisé sous le nom de Fiat-Neckar Jagst 770 Riviera. 
La Fiat 770 est bien accueillie en Allemagne mais son niveau de finition ne répond pas vraiment à la clientèle allemande qui aurait souhaité un véhicule plus haut de gamme. La direction de Fiat Neckar décide alors de lancer une nouvelle série baptisée Fiat Neckar Riviera avec la carrosserie des coupé et spider Vignale à peine retouchées. Ces deux modèles ont été concurrencés par les Fiat 850 Coupé et 850 Spider, lancés en 1965.
La fabrication des Coupé et Spider s'arrête en 1969. L'offre dans la gamme Fiat comprenait les versions Fiat 850 et un modèle de gamme supérieure, la Neckar Mistral. 
- Argentine : Fiat 770/800 (1965/70)

La Fiat 770 Coupé est une voiture fabriquée par la filiale argentine Fiat Concord du constructeur italien Fiat à partir de 1965. La direction de la filiale argentine, séduite par le style de la voiture et les attentes du marché argentin, a réussi à convaincre le géant turinois que ce modèle serait bien accueilli. La base mécanique est celle de la Fiat 600E de 767 cm3 développant 36 ch SAE. 
La Fiat 770 fut très bien accueillie en Argentine mais son niveau de finition a été jugé trop simple. La clientèle souhaitait un véhicule plus haut de gamme. En 1966, Fiat Argentine présente la "Fiat 800 Coupé" qui répond à cette demande et complète son offre avec une version Spider qui est le premier véhicule de ce type fabriqué dans le pays. 
Les Fiat 800 Coupé et Spider sont équipées du même moteur que leur devancière, la Fiat 770, mais développant 40 ch SAE. 
La fabrication de la Fiat 800 Coupé s'arrête en 1969, celle de la 800 Spider en 1970, remplacés par un modèle de gamme supérieure, la Fiat 1500 Coupé Vignale. 